# Musca tristis
Musca tristis är en tvåvingeart som först beskrevs av Sulzer 1776.  Musca tristis ingår i släktet Musca, ordningen tvåvingar, klassen egentliga insekter, fylumet leddjur och riket djur.
Artens utbredningsområde är Schweiz. Inga underarter finns listade i Catalogue of Life.